# Ricardo Pericar
Ricardo de Souza Costa (Rio de Janeiro, 4 de março de 1966), mais conhecido como  Ricardo Pericar, é um politico brasileiro filiado ao União Brasil.

## Carreira política
Pericar se notabilizou em meados dos anos 2000 por liderar o movimento "Fora, Ampla!" que criticava constantemente o serviço fornecido pela concessionária de energia elétrica Ampla - atual Enel - em São Gonçalo. Foi eleito vereador por três mandatos consecutivos, sendo o primeiro na legislatura 2005-2009.
Filiado ao Solidariedade, foi eleito vice-prefeito de São Gonçalo em 2016, na chapa de José Luiz Nanci, do PPS. Em julho de 2018, já no exercício do cargo, Pericar rompeu politicamente com Nanci e em 2019 denunciou o prefeito ao Ministério Público e ao Tribunal de Contas do Estado apontando irregularidades num contrato da prefeitura com uma empresa de limpeza por R$ 10 milhões.
Em 2018, se candidatou a deputado federal pelo PSL e foi eleito primeiro suplente para a 56.ª legislatura, renunciando ao mandato de vice-prefeito em agosto de 2019 para assumir o cargo com a licença de Major Fabiana, que a época assumiu a Secretaria de Vitimização Policial do governo do Rio de Janeiro. No entanto, Pericar ocupou o mandato por cerca de dois meses e meio, já que em outubro Major Fabiana deixou a secretaria e retomou seu mandato na Câmara a fim de fortalecer a base de apoio do presidente Jair Bolsonaro na casa.
Em 2020, Pericar se candidata a Prefeitura de São Gonçalo pelo PSL, tendo o apoio do Democracia Cristã e do PTB, que indicou o candidato a vice da chapa, o pastor e líder do Movimento Radical Cristão Artur Belmont. Obteve o quarto lugar, recebendo 9,23% dos votos. No 2° turno, declarou apoio a Capitão Nelson (Avante) que acabara eleito.